# Saint-Cyr-les-Colons
Saint-Cyr-les-Colons é uma comuna francesa na região administrativa de Borgonha-Franco-Condado, no departamento de Yonne. Estende-se por uma área de 48,5 km². Em 2010 a comuna tinha 454 habitantes (densidade: 9,4 hab./km²).